# Jorge Arturo Meinvielle
Jorge Arturo Meinvielle SDB (* 3. November 1931 in Buenos Aires; † 2. März 2003) war Bischof von Concepción und San Justo. 

## Leben
Jorge Arturo Meinvielle trat der Ordensgemeinschaft der Salesianer Don Boscos bei und empfing am 23. November 1958 die Priesterweihe. Johannes Paul II. ernannte ihn am 8. November 1980 zum Bischof von Concepción und er wurde am 28. Dezember desselben Jahres ins Amt eingeführt.
Der Erzbischof von Córdoba, Raúl Francisco Kardinal Primatesta, weihte ihn am 13. Dezember desselben Jahres zum Bischof; Mitkonsekratoren waren Miguel Angel Alemán Eslava SDB, Bischof von Río Gallegos, und Miguel Raspanti SDB, Altbischof von Morón.
Der Papst ernannte ihn am 23. April 1991 zum Bischof von San Justo und er wurde am 31. Mai desselben Jahres ins Amt eingeführt.